# Orbec
Orbec är en kommun i departementet Calvados i regionen Normandie i norra Frankrike. Kommunen ligger i kantonen Orbec som ligger i arrondissementet Lisieux. År 2022 hade Orbec 1 963 invånare.

## Befolkningsutveckling
Antalet invånare i kommunen Orbec
Referens:INSEE